# Greimelscheid
Greimelscheid ist ein Ortsteil der Ortsgemeinde Lambertsberg im Eifelkreis Bitburg-Prüm in Rheinland-Pfalz.

## Geographische Lage
Greimelscheid liegt östlich von Lambertsberg auf einer Hochebene und grenzt heute unmittelbar an den Hauptort an. Umgeben ist Greimelscheid von umfangreichen landwirtschaftlichen Nutzflächen. Südlich des Ortes fließt der Büschbach.

## Geschichte
Auf eine frühe Besiedelung des Areals um Greimelscheid lässt der Fund von römischen Gräbern schließen. Diese befanden sich südwestlich des Ortsteils.
Erstmals urkundlich erwähnt wurde Greimelscheid im Jahre 1288. Vor 1794 gehörte Greimelscheid zum Kurfürstentum Trier. Bis 1814 zählte es zur Mairie Dingdorf im Saardepartement. Unter preußischer Herrschaft wurde Greimelscheid der Bürgermeisterei Dingdorf angegliedert. Diese gehörte  zum Kreis Prüm im Regierungsbezirk Trier.
Lambertsberg mit dem Ortsteil Greimelscheid wurde im Pfarrbezirk Lambertsberg im Bistum Trier zusammengeschlossen. Die heutige Ortsgemeinde Lambertsberg wurde am 1. Januar 1968 aus den bis dahin eigenständigen Gemeinden Greimelscheid (damals 143 Einwohner) und Lambertsberg (damals 206 Einwohner) neu gebildet.

## Kultur und Sehenswürdigkeiten
Siehe auch: Liste der Kulturdenkmäler in Lambertsberg

### Bauwerke

#### Spornburg Hihkastel
Südlich von Greimelscheid entdeckte man die Überreste einer Spornburg in einem Waldgebiet. Sichtbar ist eine Abschnittsbefestigung mit einer Innenfläche von rund 0,2 ha. Man geht davon aus, dass die Burg zu den Herren von Falkenstein gehörte. Bereits im Jahre 1820 sollen hier zahlreiche Ziegeln gefunden worden sein. Genauere Untersuchungen und Ausgrabungen erfolgten bisher nicht.

#### Bildstock und Wegekreuze
An der Hauptstraße im Ortsteil Greimelscheid befindet sich ein Bildstock mit folgender Inschrift: „Maria mit dem Kinde lieb uns allen deinen Segen gib“. Es handelt sich um ein Schaftkreuz mit Figurennische und Abschlusskreuz.
Ebenfalls an der Hauptstraße befindet sich ein Sockelkreuz in Stelenform. Dieses wurde 1847 errichtet und trägt eine Inschrift mit dem Namen des Errichters, Nikolas Kellisch. Das Kreuz ist schlicht gearbeitet und trägt einen flachen Korpus.

#### Trigonometrisches Signal
Südöstlich von Greimelscheid befindet sich ein trigonometrischer Vermessungspunkt. Dieser wurde um 1850 eingerichtet. Mithilfe eines Holzgestells konnte man so das Gelände vermessen und Karten der Region erstellen.

### Naherholung
Durch Greimelscheid führt der Wanderweg „Runde von Lambertsberg“. Es handelt sich um einen rund 7 km langen Rundwanderweg, der von Lambertsberg bis ins Prümtal führt und wieder zurück. Das Highlight am Weg ist der Blick auf das Prümtal.

## Verkehr
Es existiert eine regelmäßige Busverbindung.
Greimelscheid ist durch eine Gemeindestraße erschlossen und liegt direkt südlich der Landesstraße 12, die durch Lambertsberg führt.